# ANAXAM
 (juin 2023).
ANAXAM, abréviation de «Analytics with Neutrons And X-rays for Advanced Manufacturing» («analyse avec neutrons et rayons X pour la fabrication avancée»), est un centre de transfert de connaissances et de technologie en Suisse. Il est reconnu par le gouvernement suisse comme un centre de compétences en recherche d’importance nationale. Anaxam est intégré au plan d’action fédéral «Numérisation» et est également membre de l’association Advanced Manufacturing Technology Transfer Centers (AM-TTC),. Cette dernière a été créée par la Confédération afin de promouvoir l’innovation et d’accélérer le transfert de connaissances en développant et en mettant à disposition des infrastructures. Anaxam est situé sur le campus du Park Innovaare dans le canton d’Argovie.
Il s’agit d’une organisation à but non lucratif et sans objectif commercial. Le centre permet aux entreprises d’analyser leurs matériaux de manière non destructive grâce au rayonnement neutronique et au rayonnement synchrotron (rayons X),. Ces technologies leur permettent d’optimiser leurs processus et produits, ainsi qu’à améliorer le contrôle et l’assurance qualité. Les partenaires de projet proviennent notamment des secteurs des matières premières, de la métallurgie, des technologies médicales, de l’industrie pharmaceutique et de l’industrie automobile. Il s’agit aussi bien de grandes entreprises que de PME, actives régionalement, nationalement ou à l’échelle internationale.

## Structure
Anaxam a la forme juridique d’une association en suisse. Elle a été fondée en 2019 par l’Institut Paul Scherrer PSI, la Haute école spécialisée du nord-ouest de la Suisse (FHNW), le Swiss Nanoscience Institute et le canton d’Argovie. Ce centre de transfert de technologie est soutenu par le Secrétariat d’État à la formation, à la recherche et à l’innovation (SEFRI) selon l’article 15 de la LERI (Loi fédérale sur l’encouragement de la recherche et de l’innovation). Le financement de base est assuré par des fonds fédéraux et cantonaux. L’association est également financée par les revenus de son activité, des cotisations des membres-soutiens, des contributions et subventions de particuliers, des subventions d’autres organisations aux objectifs similaires, ainsi que des contributions en nature de communautés publiques, de hautes écoles, d’instituts de recherche et de particuliers. Ce centre de transfert de connaissances et de technologie fait partie du plan d’action «Numérisation» de la Confédération.

## Domaines de compétences
Les méthodes analytiques proposées par Anaxam dans le domaine de l’examen non destructif des matériaux comprennent les techniques suivantes:
- Imagerie: Imagerie neutronique[12],[13] et imagerie synchrotron[14],[15]
- Diffraction: Diffraction neutronique et diffraction synchrotron
- diffusion aux petits angles: Diffusion neutronique aux petits angles et diffusion synchrotron aux petits angles
- Spectroscopie: Spectroscopie neutronique et spectroscopie synchrotron

Outre l’analyse des matériaux, Anaxam se consacre également au transfert de connaissance, en formant des étudiants en emploi ainsi que des professionnels de l’industrie lors de séminaires, d’ateliers et de stages dédiés à l’analyse de matériaux.

## References
1. ↑  (de) « Erfolgreiche Kooperation », Technische Rundschau, 29 août 2022 (consulté le 28 mai 2025)
2. ↑  « Établissements de recherche d’importance nationale » (consulté le 28 mai 2025)
3. 1 2  « Plan d'action 2019–2020 » (consulté le 28 mai 2025)
4. ↑  (en) « Advanced Manufacturing Technology Transfer Centers » (consulté le 28 mai 2025)
5. ↑  (de) Rainer Klose, « Genaue Analysen von Werkstücken aus dem 3D-Druck », Die Mittelländische Zeitung, 27 novembre 2021 (consulté le 28 mai 2025)
6. ↑  (de) « Zwei weitere Technologietransferzentren für die Schweiz » (consulté le 28 mai 2025)
7. ↑  (de) Jocelyn Daloz, « Neues Zentrum im Park Innovaare fördert Autos ohne Fahrer, Realität ohne Menschen und Intelligenz ohne Gehirne », Aargauer Zeitung, 30 janvier 2023 (consulté le 28 mai 2025)
8. ↑  « Recherche et innovation en Suisse - rapport intermédiaire 2022 » [PDF] (consulté le 28 mai 2025), p. 6
9. ↑  (de) « Grosser Rat bewilligt 2,4 Millionen für Technologiezentrum Anaxam », Baublatt, 16 juin 2020 (consulté le 28 mai 2025)
10. 1 2 3  (de) « Geschäftsbericht 2021 » [PDF] (consulté le 28 mai 2025)
11. ↑  (de) Benjamin Alexander Senn, « Von Fusionsreaktoren, Brennstoffzellen und Konservendosen », Swiss Science Today, 7 novembre 2022 (consulté le 28 mai 2025)
12. ↑  (de) Bernd Müller, « Optimiser encore les freins de voiture », myScience, 30 décembre 2022 (consulté le 29 mai 2025)
13. ↑  (de) Wagner, M., Kolb, M., Würsch, P. et al., Visualisierung der Mikrobewegung von Bremskolben mittels Neutronenbildgebung, vol. 27, coll. « ATZ Extra », 30 décembre 2022 (DOI 10.1007/s35778-022-1102-6), p. 40-48
14. ↑  Werner Siefer, « La cause du blocage des aiguilles de seringue a été identifiée », myScience, 29 février 2024 (consulté le 29 mai 2025)
15. ↑  (en) Hu, Guangli et al., Unraveling Pre‑filled Syringe Needle Clogging: Exploring a Fresh Outlook Through Innovative Techniques, vol. 41, coll. « Pharmaceutical Research », 7 février 2024 (DOI 10.1007/s11095-024-03673-7), p. 547–556